# Geraldine Page
Geraldine Sue Page (22 de noviembre de 1924-13 de junio de 1987), conocida como Geraldine Page, fue una actriz estadounidense. Ganadora de un Premio de la Academia, se la consideró una de las mejores actrices estadounidenses de teatro y cine de todos los tiempos.
Sus colegas la llamaban "Gerry" o la apodaban "Primera Dama del Teatro Americano", título antes ostentado por Helen Hayes. 
Page decía: «No quiero ser una actriz de Hollywood que de vez en cuando trabaja en Broadway, sino una actriz de Broadway que de vez en cuando hace cine.»
Fue nominada al Óscar en 8 ocasiones (ganó como mejor actriz en 1986), al BAFTA en 2 ocasiones (ganó 1), al Globo de Oro en 9 ocasiones (ganó 2), al Emmy en 3 ocasiones (ganó 2), y al Tony en 4 ocasiones, entre otros.
Cuando finalmente llegó la ceremonia del Óscar en 1986, el actor encargado de anunciarlo (F. Murray Abraham) exclamó, emocionado: "Considero a esta mujer la más grande actriz en la lengua inglesa". La hasta entonces siete veces perdedora, venció en su octava candidatura, y fue aclamada con una larga ovación por sus pares del mundo del espectáculo.

## Biografía
Page nació el 22 de noviembre de 1924 en Kirksville, Missouri, el primer hijo de Edna Pearl (de soltera Maize) y Leon Elwin Page, que trabajaba en el Andrew Taylor Still College of Osteopathy and Surgery (combinado con la American School of Osteopathy, para formar finalmente la A.T. Still University). Fue autor de obras como Anatomía práctica (1925), Fundamentos de osteopatía (1926) y El viejo médico (1932). Tenía un hermano menor, Donald.
A los cinco años, Page se trasladó con su familia a Chicago. Criada como Metodista por su madre, Page fue una activa feligresa de la Iglesia Metodista de Englewood en Chicago, donde tuvo su primera incursión en la actuación dentro del grupo de teatro de la iglesia, apareciendo en una obra llamada Excuse My Dust, y luego interpretando a Jo March en una producción de 1941 de Mujercitas de Louisa May Alcott. Tras graduarse en la Englewood Technical Prep Academy de Chicago, asistió a la Goodman School of Drama del Art Institute of Chicago (actualmente en la DePaul University), con la intención de convertirse en actriz. Page tenía aspiraciones de convertirse en pianista o artista visual, pero a los 17 años apareció en su primera producción teatral amateur y, desde ese momento, nunca vaciló en su deseo de ser actriz profesional.
Tras graduarse en el Instituto de Arte de Chicago en 1945, Page estudió interpretación en la Herbert Berghof School y en la American Theatre Wing de Nueva York, estudiando con Uta Hagen durante siete años, y después en el Actors Studio con Lee Strasberg.  Durante este tiempo, Page regresaba a Chicago los veranos para actuar en teatro de repertorio en Lake Zurich (Illinois), donde ella y varios compañeros actores habían establecido su propia compañía de teatro independiente.  También pasó dos años actuando con éxito de crítica con una compañía de invierno llamada Woodstock Players, otro grupo de Goodman que actuaba principalmente en el Woodstock Opera House, donde fue señalada por la crítica Claudia Cassidy de The Chicago Tribune como destinada a ser una estrella a tener en cuenta. Durante esa época se la llamó «la dama de las mil caras» por su capacidad para cambiar de aspecto y acciones hasta el punto de que sus fans más devotos eran incapaces de reconocerla. Mientras intentaba establecer su carrera, trabajó en varios empleos ocasionales, como chica de sombreros, acomodadora de teatro, modelo de lencería y obrera en una fábrica.

## Trayectoria

### 1945-1969: Primeros años en el teatro y el cine
Page, que había estudiado método de actuación, pasó cinco años actuando en varias producciones teatrales de repertorio en el Medio Oeste y Nueva York después de graduarse en la universidad. El 25 de octubre de 1945, debutó en los escenarios de Nueva York en Siete espejos, una obra ideada por estudiantes del Immaculate Heart High School de Los Angeles. La obra se representó durante un total de 23 funciones en el Blackfriars Repertory Theatre del Upper East Side de Manhattan. En febrero de 1952, el director José Quintero eligió a Page para un papel secundario en Yerma, una interpretación teatral de un poema de Federico García Lorca, representada en el Circle in the Square Theatre del Greenwich Village de Nueva York. Page fue posteriormente elegida para el papel de Alma en la producción dirigida por Quintero de Verano y humo, escrita por Tennessee Williams (también representada en el Circle Theatre en 1952). El papel de Page en Summer and Smoke le valió una exposición significativa, incluyendo un Drama Desk Award, y un perfil en la revista Time.
Su debut oficial en el cine y su papel en Hondo, junto a John Wayne, le valieron una nominación al Oscar a la Mejor Actriz de Reparto. Anteriormente, tuvo un papel no acreditado en Taxi. En declaraciones a un periódico de Kirksville, dijo: "En realidad Hondo no fue mi primera película. Tuve una pequeña pero satisfactoria escena en una película de Dan Dailey llamada Taxi, que se rodó en Nueva York." Page fue incluida en la blacklisted in Hollywood tras su debut en Hondo por su asociación con Uta Hagen y no trabajó en el cine durante casi diez años. Su trabajo continuó en Broadway interpretando a una solterona en la producción de 1954-1955  The Rainmaker (obra de teatro), escrita por N. Richard Nash; y como la esposa frustrada cuyo marido se obsesiona románticamente con un joven árabe, interpretado por James Dean, en la producción de 1954 de El inmoralista, escrita por Augustus Goetz y Ruth Goetz y basada en la novela homónima de André Gide.
Antes de Hondo , en 1952, apareció en una reposición de Summer and Smoke en 1952, poniéndose a sí misma, a la obra y al director José Quintero en el comienzo de la escena Off-Broadway. Page interpretó el mismo papel de Alma Winemiller en una versión de radio de 1953 (junto a Richard Kiley ) y una versión cinematográfica en 1961 junto a Laurence Harvey . Tanto ella como Una Merkel obtuvieron nominaciones a la actuación como Mejor Actriz y Mejor Actriz de Reparto respectivamente en la 34.ª edición de los Premios Óscar en 1961. Los premios, sin embargo, fueron para Sophia Loren por Two Women y Rita Moreno por West Side Story.
En 1959, Page obtuvo una nominación al Emmy , a la Mejor Actuación Individual de una Actriz, por su papel en el episodio de Playhouse 90 "The Old Man", escrito por William Faulkner .  Posteriormente obtuvo elogios de la crítica por su actuación en la producción de Broadway de 1959-1960 de Sweet Bird of Youth de Tennessee Williams junto a Paul Newman , en la que originó el papel de una leyenda de Hollywood más grande que la vida, adicta y sexualmente voraz que intenta extinguir sus miedos sobre su carrera con un joven estafador llamado Chance Wayne (interpretado por Newman). Por su actuación, Page recibió su primera nominación al Premio Tony a la Mejor Actriz en una Obra , así como el Premio Sarah Siddons por su actuación en Chicago .  Posteriormente, ella y Newman protagonizaron la adaptación cinematográfica de 1962 del mismo nombre y Page obtuvo una nominación al Premio de la Academia a la Mejor Actriz por la película. 
Geraldine Page ganó premios Globo de Oro consecutivos a Mejor Actriz en una Película Dramática en 1961 y 1962 por Summer and Smoke y Sweet Bird of Youth , respectivamente.
En 1963, Page protagonizó Toys in the Attic , basada en la obra de teatro homónima de Lillian Hellman , y obtuvo una nominación al Globo de Oro . Recibió otra nominación al año siguiente protagonizando Dear Heart de Delbert Mann como una empleada de correos autosuficiente pero solitaria que visita la ciudad de Nueva York para una convención, y encuentra el amor con un vendedor de tarjetas de felicitación. En 1964, protagonizó una reposición en Broadway dirigida por Lee Strasberg de Three Sisters de Anton Chekhov, interpretando a la hermana mayor Olga de Masha de Kim Stanley con Barbara Baxley como la intrusa Natasha.  Tanto Shirley Knight como Sandy Dennis interpretaron a la hermana menor Irina en diferentes etapas de esta producción. 
Entre 1966 y 1969, Page apareció en dos producciones televisivas con temática navideña basadas en historias de Truman Capote : "The Christmas Memory" (para ABC Stage 67 ) y la película para televisión The Thanksgiving Visitor , las cuales le valieron dos premios Emmy consecutivos a la Mejor Actriz.  En 1967, Page apareció nuevamente en el escenario en Black Comedy/White Lies de Peter Shaffer , una producción que también incluyó a Michael Crawford y Lynn Redgrave , quienes estaban haciendo su debut en Broadway.  El mismo año, apareció junto a Fred MacMurray en el musical producido por Walt Disney The Happiest Millionaire .  Bosley Crowther, del New York Times , criticó la película y señaló: "Geraldine Page y Gladys Cooper ... se enfrentan en una escena musical en la que se eclipsan socialmente y que está empapada de vulgaridad perfumada. Pero, en realidad, toda la película es vulgar. Es un intento sobredecorado, sobreestimulado y sobresentimentalizado de pretender que los millonarios con cortinas de encaje son -o eran- tan folclóricos como los viejos boxeadores y los peleadores irlandeses del salón". 
Page protagonizó junto a Ruth Gordon el thriller ¿Qué fue de la tía Alice? (1969), la tercera y última película de la trilogía producida por Robert Aldrich que siguió a ¿Qué fue de Baby Jane? (1962) y Hush... Hush, Sweet Charlotte (1964). La película está basada en la novela El jardín prohibido de Ursula Curtiss y presenta a Page como Claire Marrable, una socialité recientemente viuda que descubre que su marido no le ha dejado prácticamente nada. La viuda contrata a varias amas de casa desprevenidas a las que asesina una por una y les roba los ahorros de toda su vida para poder mantener su extravagante estilo de vida.  Escribiendo para The New York Times , Vincent Canby calificó la película como "una historia de terror divertidamente barroca contada por un misógino maestro" y elogió la actuación "conmovedora" de Page. 

### 1970–1979: Trabajo de mitad de carrera
Page apareció posteriormente en el thriller dirigido por Don Siegel The Beguiled (1971) junto a Clint Eastwood , interpretando a la directora de un internado de niñas del sur que acoge a un soldado herido de la Unión.  El director Siegel llamó a Page "ciertamente tan buena actriz con la que he trabajado. Nunca me he llevado mejor con nadie que con ella".  Esto fue seguido por un papel secundario en la comedia Pete 'n' Tillie (1972), por la que obtuvo una nominación al Oscar a la Mejor Actriz de Reparto.  También apareció en tres episodios de Night Gallery de Rod Serling entre 1972 y 1973.  En enero de 1973, regresó a Broadway interpretando a Mary Todd Lincoln junto a Maya Angelou en la obra de dos personajes Look Away , escrita por Jerome Kilty .  En 1974, Page interpretó a Regina en una producción en la que actuó junto a su marido Rip Torn (en el papel de Benjamin Hubbard) dirigida por Philip Minor. Se representó en el Academy Festival Theater en Barat College en Lake Forest, Illinois y recibió una crítica entusiasta de William Leonard del Chicago Tribune : "Geraldine Page está dando una de las mejores actuaciones de su gloriosa carrera en Lake Forest y está rodeada de un elenco tan magnífico que la producción de "The Little Foxes" del Academy Festival Theater se convierte en un espectáculo poderoso, abrasador e inolvidable... es una noche desgarradora y ennoblecedora en el teatro, del tipo que se da muy pocas veces. Hemos visto a otras estrellas en el papel de la malévola y despiadada Regina Giddens: Tallulah Bankhead hace años en su mayor triunfo, Eileen Herlie cinco temporadas atrás en el Ivanhoe. Geraldine Page es una historia completamente nueva: he visto a Geraldine Page en innumerables papeles, desde que actuaba en East Lynne con los Lake Zurich Players en los años 40. Nunca la he visto más emocionante y convincente que en esta producción".  La legendaria Kim Stanley dijo una vez de Regina de Page que "posiblemente fue la mejor actuación" que había visto jamás.  recibió una nominación al premio Tony a la mejor actriz de reparto en una obra de teatro.(su segunda nominación al premio Tony) por la producción de 1975 de Absurd Person Singular de Alan Ayckbourn con Sandy Dennis y Richard Kiley . 
También tuvo un papel secundario como una carismática evangelista de Hollywood (inspirada en Aimee Semple McPherson )  en The Day of the Locust (1975), una adaptación de la novela de Nathanael West del mismo nombre .  En 1977, apareció como monja en la comedia británica Nasty Habits ,  y proporcionó el papel de voz de Madame Medusa en la película animada de Walt Disney The Rescuers .  Durante este tiempo, también apareció en televisión, como estrella invitada en la popular serie Kojak (1976)  y Hawaii Five-O (1977). 
Page apareció como la madre de tres hermanos y esposa de un destacado abogado en Interiors (1978) de Woody Allen . Por su actuación, Page fue nominada a un premio de la Academia a la mejor actriz,  y ganó un premio BAFTA a la mejor actriz de reparto .  Vincent Canby, del New York Times, elogió su actuación en la película y escribió: "La señorita Page, que se parece un poco a una Louise Nevelson juvenil con ojos de pestañas de visón, es maravillosa: erráticamente amable, imposiblemente exigente, patética en su soledad y desesperada en su ira".  Al año siguiente, en noviembre de 1979, Page fue incluida en el Salón de la Fama del Teatro Americano . 
1980–1986: Trabajos posteriores y roles finales
Page protagonizó a Zelda Fitzgerald en la última gran producción de Broadway de una obra de Williams, Clothes for a Summer Hotel en 1980,  seguida de un papel secundario en Harry's War (1981). Page protagonizó a la reservada monja Madre Miriam Ruth en la producción de Broadway de Agnes of God , que se estrenó en 1982 y tuvo 599 funciones con Page actuando en casi todas ellas; por su papel, recibió una nominación al premio Tony a la mejor actriz en una obra. 
También en 1983, Sabra Jones Strasberg y su marido John Strasberg fundaron el Mirror Theater Ltd e invitaron a Page a aceptar el papel de Artista Fundador en Residencia para su programa de repertorio, la Mirror Repertory Company.  Page se mantuvo continuamente activo en el teatro, apareciendo en numerosas producciones de repertorio, Broadway y Off-Broadway a lo largo de la década de 1980; esto incluyó papeles en reposiciones de Inheritors de Susan Glaspell  y Paradise Lost de Clifford Odets en 1983,  Rain de John Colton (basada en el cuento " Miss Thompson " de W. Somerset Maugham ) el año siguiente.  Siguieron más reposiciones en 1985: Vivat! Vivat Regina! de Robert Bolt (en la que interpretó a Isabel I ),  Clarence de Booth Tarkington ,  y La loca de Chaillot (de Jean Giraudoux ) en la que interpretó a la Loca con gran éxito). 
Page obtuvo su séptima nominación al Oscar por su actuación en la comedia negra The Pope of Greenwich Village (1984).  Esto marcó un récord en ese momento para la mayor cantidad de nominaciones al Oscar sin ganar,  por el cual Page empató con Peter O'Toole y Richard Burton (quienes también habían obtenido siete nominaciones sin ganar).  En televisión, Page tuvo un papel secundario en la miniserie The Dollmaker (1984), junto a Jane Fonda y Amanda Plummer .  Apareció en la película de terror británica The Bride junto a Sting y Jennifer Beals ; el drama White Nights , dirigido por Taylor Hackford ; y junto a Rebecca De Mornay en el drama The Trip to Bountiful (todos de 1985), en el que interpretó a una anciana del sur de Texas que busca regresar a su ciudad natal. El papel le valió a Page una amplia aclamación de la crítica, y Los Angeles Times se refirió a él como "la actuación de su vida". 
En 1986, apareció en Broadway en The Circle de W. Somerset Maugham ; durante esta producción, Page ganó el Premio de la Academia a la Mejor Actriz por su actuación en The Trip to Bountiful .  Durante su discurso de aceptación, agradeció a The Mirror Theater Ltd. Page usó su vestuario de The Circle , que había sido diseñado y confeccionado por Gail Cooper-Hecht, la diseñadora de vestuario del Mirror Theater.  Recibió el premio de F. Murray Abraham , quien, después de ganar su Oscar por Amadeus , también se unió a la Mirror Repertory Company para interpretar a la trapera en La loca de Chaillot .  Antes de ganar el Premio de la Academia, Page le dijo a la revista People : "Si pierdo el Oscar este año, tendré el récord de más nominaciones sin ganar nunca... Me encantaría ser campeona, [pero la perdedora] no tiene que subirse allí y hacer el ridículo". 
Después de ganar el premio de la Academia, Page regresó para terminar su carrera actuando en The Circle para Mirror Theater y apareció junto a Carroll Baker , Oprah Winfrey y Elizabeth McGovern en Native Son (1986).  Page siguió con Native Son con un papel principal junto a Mary Stuart Masterson en My Little Girl (1987).  En el otoño de 1986, Page pidió permiso para regresar a Broadway en una reposición de Blithe Spirit de Noël Coward en el papel de Madame Arcati. Fue elegida para el papel, aunque la producción sería la última de Page. Fue nominada nuevamente al premio Tony a la mejor actriz en una obra, aunque no ganó. Una semana después de la ceremonia de los premios Tony, Page no se presentó a dos funciones de la obra y fue encontrada muerta en su casa de Manhattan.  El espectáculo duró varias semanas más, con la suplente de Page, Patricia Conolly, asumiendo su papel. 

## Premios y distinciones
Premios Óscar
| Año  | Categoría               | Película                 | Resultado |
| ---- | ----------------------- | ------------------------ | --------- |
| 1954 | Mejor Actriz de Reparto | Hondo                    | Nominada  |
| 1962 | Mejor Actriz            | Verano y humo            | Nominada  |
| 1963 | Mejor Actriz            | Dulce pájaro de juventud | Nominada  |
| 1967 | Mejor Actriz de Reparto | Ya eres un gran chico    | Nominada  |
| 1973 | Mejor Actriz de Reparto | Risas y lágrimas         | Nominada  |
| 1979 | Mejor Actriz            | Interiores               | Nominada  |
| 1985 | Mejor Actriz de Reparto | Sed de poder             | Nominada  |
| 1986 | Mejor Actriz            | Regreso a Bountiful      | Ganadora  |

Festival Internacional de Cine de Venecia
| Año  | Categoría                        | Película      | Resultado |
| ---- | -------------------------------- | ------------- | --------- |
| 1961 | Premio New Cinema - Mejor actriz | Verano y humo | Ganadora  |